# 富山県道314号沓掛魚津線
富山県道314号沓掛魚津線（とやまけんどう314ごう くつかけうおづせん）とは、富山県黒部市と富山県魚津市を結ぶ一般県道（富山県道）である。

## 路線概要
- 起点：富山県黒部市沓掛（黒部川付近の富山県道150号魚津入善線交点、起点からの一部区間で富山県道119号沓掛生地線と重複）
- 終点：富山県魚津市中央通り（富山県道52号石垣魚津インター線交点）

かつて北陸街道、旧国道8号として、新川地域の大動脈を担っていた。現在も、魚津市と黒部市を結ぶ重要な大動脈の一つで、交通量が多い（特に朝夕）。
北陸道として黒部川に橋は架かっていないが、対岸の入善町側は富山県道117号上飯野入善停車場線が続く。
大布施地区での路線幅は1885年（明治18年）の記録に2間3尺とあった。現在は集落部などを除き拡幅がなされている。

## 沿革
- 1967年3月30日 - 路線指定[2]。指定当初は、現在の石垣魚津インター線の中央通り - 本町間も含まれていた[3]。
- 1982年 - 沓掛地内にて融雪装置を導入[2]。
- 1984年 - 植木地内にて融雪装置を導入[2]。

## 主な接続道路
黒部市
- 富山県道150号魚津入善線
- 富山県道119号沓掛生地線
- 富山県道53号若栗生地線
- 富山県道14号黒部宇奈月線
- 富山県道120号六天天神新線
- 富山県道122号石田前沢線
- 富山県道125号福平石田線

魚津市
- 富山県道126号福平経田線
- 富山県道128号阿弥陀堂魚津停車場線
- 富山県道52号石垣魚津インター線

魚津市内では、国道8号入善黒部バイパスの高架橋をアンダーパスする。

## 主要橋梁
- 黒瀬橋（黒瀬川）
- 布施橋（布施川）
- 片貝橋（片貝川）

## 通過する自治体
- 富山県
  - 黒部市 (荒町・田家新・前沢・中野・新牧野など)- 魚津市(木下新・持光寺・仏田・江口・仏又など)

## 周辺
- ダイヤテックス黒部工場
- 黒部市立中央小学校
- 大阪屋ショップ黒部店
- 黒部市立さくら幼稚園
- 黒部市国際文化センターコラーレ
- マックスバリュ黒部コラーレ前店
- ダイソー黒部コラーレ前店
- 100満ボルト黒部店
- 黒部市立図書館
- 黒部郵便局
- 富山県立桜井高等学校
- 黒部市役所
- 黒部ショッピングセンター メルシー
- 黒部市立桜井小学校
- 黒部市立たかせ小学校
- 布施川
- 片貝川
- 魚津市立東部中学校
- 富山県立魚津高等学校
- 大阪屋ショップ魚津釈迦堂店
- 魚津駅
- 魚津ショッピングスクエア サンプラザ